# Tour della nazionale maschile di rugby a 15 delle Figi 2010
Nel 2010 Figi effettuata una puntata in Australia per un match contro i Wallabies, quindi un tour in novembre in Europa.

## Gli incontri
Pesante sconfitta in un test giocato in Australia 
Tre test in programma nell'"Autumn International 2010". Il primo, contro una Francia, peraltro assai sperimentale (14 giocatori su 15 non giocheranno la più difficile partita successiva con l'Argentina) e senza storia con una pesante sconfitta.
Il riscatto, arriva insieme ad una maggiore amalgaman nel match successivo, quando sorprendentemente, ma meritatamente i polinesiani ottengono il pareggio allo scadere di Fiji a Cardiff . Un risultato che in Galles è visto come una sconfitta 
Contro l'Italia Figi, domina il primo tempo (9-16), poi manca ad inizio ripresa alcune occasioni per chiudere il match e l'Italia, grazie alla precisione di Mirco Bergamasco salva probabilmente la panchina del suo Commissario tecnico Nick Mallett 

## Risultati
| Arbitro: | Peter Fitzgibbon |

|                                                                      |      |            |
| 10' e 77' Beale, 39' Brown, 43' Cooper 50' e 67' Ioane, 63' Mitchell | mt   |            |
| 11', 44', 51', 64', 67' e 78' Giteau, 40' Cooper                     | tr   |            |
|                                                                      | c.p. | 27' Rawaga |

| Arbitro: | A. Small |

|                                    |      |                               |
| 32' Marty, 42' Médard, 68' tecnica | mt   |                               |
| 32' e 68' Yacvhili                 | tr   |                               |
| 2', 20', 40', 44' e 56' Yachvili   | c.p. | 13', 16', 48' e 54' Baikenuku |

| Arbitro: | Jérôme Garcès |

|                               |      |                               |
| 59' tecnica                   | mt   | 36' Vulivuli                  |
| 59' S. Jones                  | tr   | 36' Baikenuku                 |
| 6' e 21' Biggar; 63' S. Jones | c.p. | 24' Matavesi, 80'+2 Baikenuku |

| Arbitro: | Dave Pearson |

|                                                     |      |                           |
|                                                     | mt   | 5' Taupati                |
|                                                     | tr   | 5' Baikeinuku             |
| 11', 19', 45', 52', 60', 75' e 79' Mirco Bergamasco | c.p. | 24', 27' e 39' Baikeinuku |